# Yocalla
Yocalla è un comune (municipio in spagnolo) della Bolivia nella provincia di Tomás Frías (dipartimento di Potosí) con 8.655 abitanti (dato 2010).

## Cantoni
Il comune è suddiviso in 3 cantoni.
- Salinas de Yocalla
- Santa Lucia
- Yocalla